# Bascuas (Villa de Cruces)
Bascuas (oficialmente Santa Mariña de Bascuas) es una parroquia española del municipio de Villa de Cruces, perteneciente a la provincia de Pontevedra, en la comunidad autónoma de Galicia.

## Historia
Hacia mediados del siglo XIX, el lugar, ya por entonces perteneciente a Carbia, tenía contabilizada una población de 256 habitantes. Aparece descrito en el cuarto volumen del Diccionario geográfico-estadístico-histórico de España y sus posesiones de Ultramar de Pascual Madoz con las siguientes palabras:

BASCUAS (Sta. Marina de): felig. en la prov. de Pontevedra (9 leg.), dióc. de Santiago (3 1/2), part. jud. de Lalin (4), y ayunt. de Carbia (1): sit. á la der. del r. Deza, en clima bastante sano, comprende varios l. y cas., siendo los ma notables Fondevila, Lureiro, Mestres, Noveledo y Rigueiras reune 32 casas de pobres labradores y una igl. parr. (Sta. Marina), servida por un curato de presentacion ordinaria. El térm. confina con los de las felig. de Sta. Maria de Merza, San Salvador de Camanzo, y con el mencionado Deza; el terreno es quebrado, pero fértil y arbolado; sus caminos locales y malos, y el correo lo recibe por Carbia; prod.: cereales, legumbres, hortalizas, frutas y vino; cria ganado, prefiriendo al vacuno y de cerda; hay caza y pesca; ind.: la agrícola, algunos telares, molinos harineros y varios menestrales; comercio: la venta del sobrante de sus cosechas en las ferias inmediatas y mercados de Santiago; pobl.: 36 vec., 256 alm.; contr. con su ayunt. (V.)
(Madoz, 1846, pp. 67-68)

En 2022, tenía empadronados 94 habitantes.